# Monument de Guillaume Ier (Düsseldorf)
Le monument de Guillaume Ier (Kaiser-Wilhelm-Denkmal) est un des nombreux monuments en Allemagne dédiés à l'empereur Guillaume Ier (1797-1888), fondateur de l'unité allemande. Celui-ci se trouve à Düsseldorf sur la Martin-Luther-Platz dans le centre-ville.

## Histoire

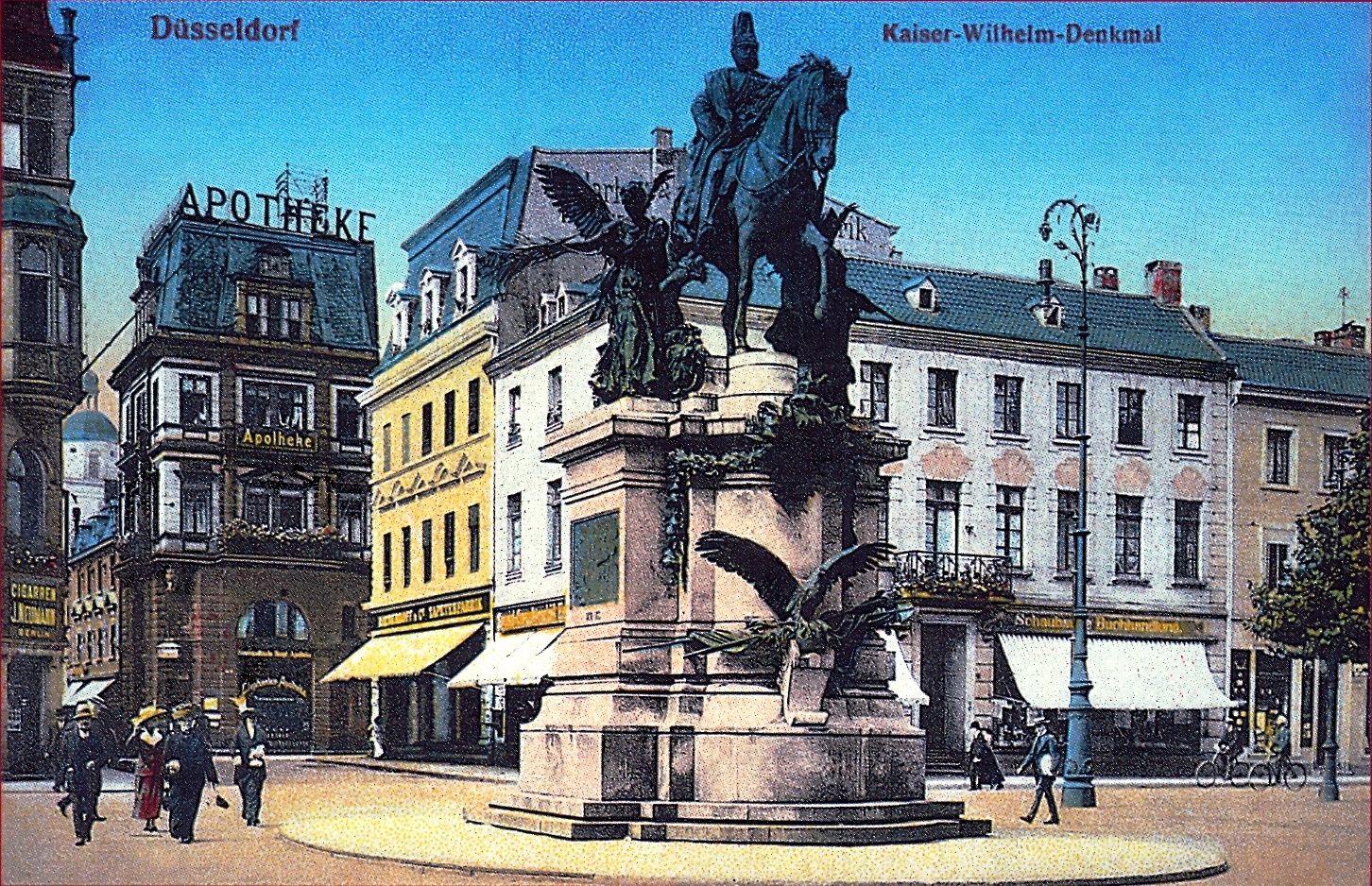
Le monument de Guillaume Ier sur l'Alleestraße (aujourd'hui Heinrich-Heine-Allee), carte postale de 1900 environ.

C'est en 1888 à la mort de l'empereur Guillaume qu'il est prévu de lui ériger une statue à Düsseldorf. Œuvre de Karl Janssen (1855-1927), professeur à l'Académie des beaux-arts de Düsseldorf, elle est solennellement inaugurée le 18 octobre 1896. Elle se trouvait à l'origine sur l'Alleestraße (aujourd'hui Heinrich-Heine-Allee) au croisement avec la Bolkerstraße et la Elberfelder Straße. Ce monument historiciste appartient au style néobaroque. Il a comme modèle le monument national de l'empereur Guillaume à Berlin, détruit en 1950 par les communistes.

## Description
Cette statue équestre se trouve depuis 1988 au milieu de la Martin-Luther-Platz dans le centre-ville de Düsseldorf, dans l'axe de l'église Saint-Jean et du ministère de la Justice de Rhénanie-du-Nord-Westphalie. À côté, se trouve la statue de Bismarck (installée ici en 1961) et un groupe sculpté Le Forgeron et son fils, reste de l'ancien monument disparu de Moltke. Révéré par ses contemporains, l'empereur Guillaume se trouve désormais dans l'axe de la principale église protestante de Düsseldorf, montrant ainsi aux protestants qu'il est en tant que roi de Prusse le summus episcopus de l'Église unie (Église de l'Union vieille-prussienne).

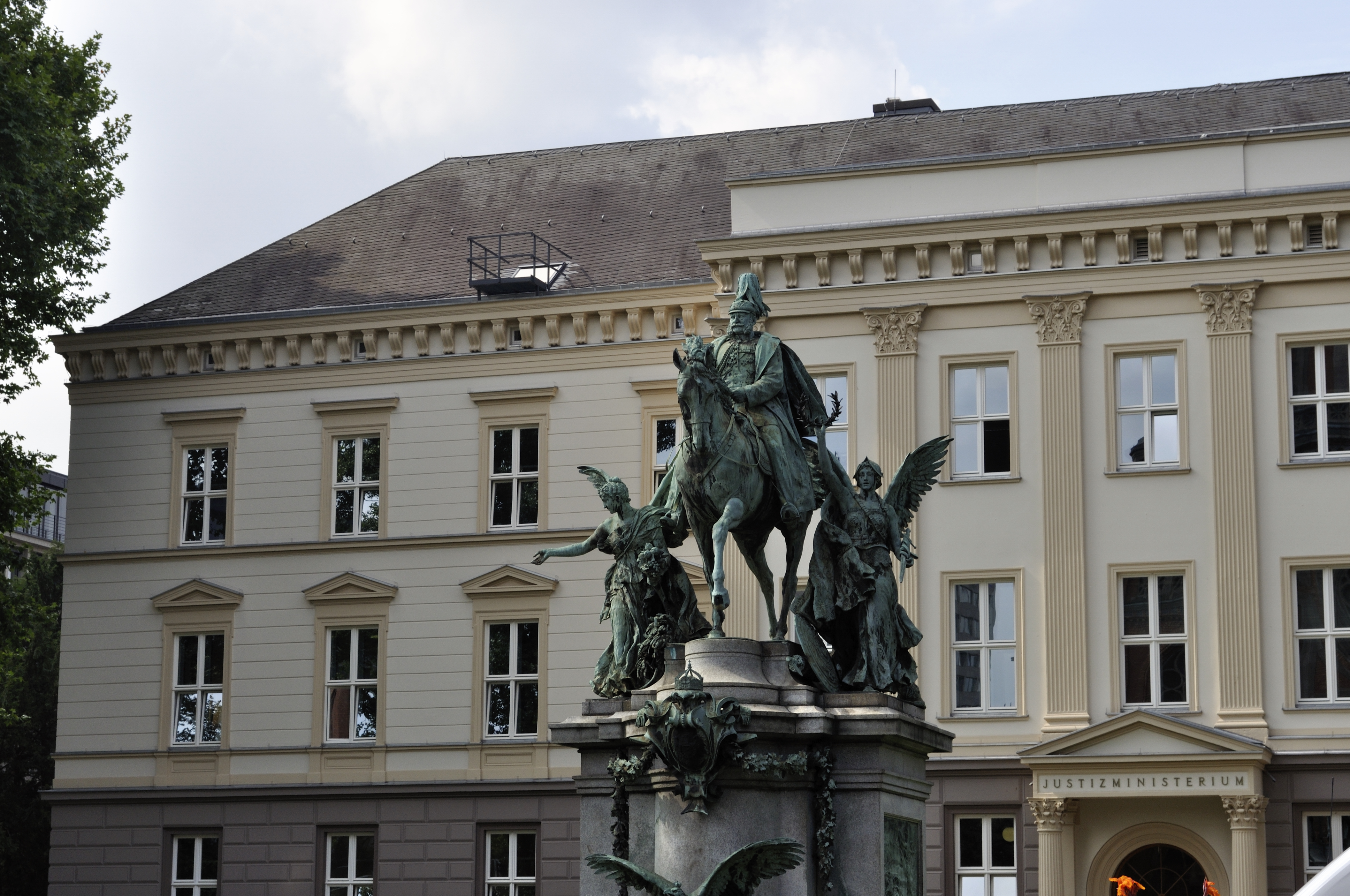
La statue équestre de Guillaume devant le ministère de la Justice.

Le monument glorifie l'empereur Guillaume, à cheval, vêtu de son uniforme de général avec son casque à plumes. Il est flanqué des allégories de la Guerre et de la Paix, les trois statues étant en bronze. Elles se tiennent sur un socle de granit dont le devant et l'arrière sont ornés de cartouches, de blasons et d'emblèmes de bronze, évoquant l'Empire allemand, le royaume de Prusse et la ville de Düsseldorf. Deux bas-reliefs allégoriques du piédestal représentent des événements de l'histoire du royaume de Prusse et de Guillaume : un bas-relief montre la chute du Saint-Empire romain germanique; une furie de la guerre (symbolisant les guerres napoléoniennes) marche avec une torche en feu et un fléau sur Germania à terre. Au fond, l'on remarque la fuite de la reine Louise et de ses enfants en 1806, devant les troupes napoléoniennes, ce qui fut un élément constitutif de la mémoire d'enfant de l'empereur Guillaume. L'autre bas-relief montre Borussia, qui grâce à la fondation de l'Empire allemand, reçoit la couronne des États fédéraux, témoignage de l'acceptation de Guillaume à la dignité impériale en 1871. Sur le côté étroit du piédestal tourné vers l'église Saint-Jean, l'aigle impériale de bronze se tient au-dessus de drapeaux de l'Empire. Le côté inverse montre une guirlande et deux putti de bronze avec l'inscription Dem Begründer des deutschen Reiches das dankbare Düsseldorf (« Au fondateur de l'Empire allemand, Düsseldorf reconnaissante. »)